# Săcele (gmina)
Săcele – gmina w Rumunii, w okręgu Konstanca. Obejmuje miejscowości Săcele i Traian. W 2011 roku liczyła 2102 mieszkańców.